# Symfonie nr. 45 (Haydn)
De Symfonie nr. 45 is een bekende symfonie van Joseph Haydn, geschreven in 1772. Deze symfonie heeft als bijnaam de Afscheidssymfonie (Duits: Abschieds-Sinfonie), omdat de musici gedurende het laatste deel (adagio) stoppen met spelen, hun kaars uitblazen, hun partituur meenemen en het podium verlaten, totdat er nog maar twee violisten overblijven. Hiermee wilde Haydn duidelijk maken dat de musici protesteerden tegen de verplichte jaarlijkse verhuizing tussen het zomerpaleis bij Fertod (Hongarije) en het winterpaleis in Wenen. De vorst Esterhazy waar Haydn als kapelmeester in dienst was had bij verordening de plicht een periode in Wenen door te brengen. Voor de musici, die vrouwen en kinderen achter moesten laten, was deze volksverhuizing een doorn in het oog.

## Bezetting
- 2 hobo's
- 1 fagot
- 2 hoorns
- Strijkers

## Delen
Het werk bestaat uit vier delen:
1. Allegro assai
2. Adagio
3. Menuetto: Allegretto (in F majeur)
4. Finale: Presto - Adagio

1 · 2 · 3 · 4 · 5 · 6 (Le Matin) · 7 (Le Midi) · 8 (Le Soir) · 9 · 10 · 11 · 12 · 13 · 14 · 15 · 16 · 17 · 18 · 19 · 20 · 21 · 22 (De Filosoof) · 23 · 24 · 25 · 26 (Lamentatione) · 27 · 28 · 29 · 30 (Halleluja) · 31 (Hoornsignaal) · 32 · 33 · 34 · 35 · 36 · 37 · 38 (Echo) · 39 · 40 · 41 · 42 · 43 (Mercurius) · 44 (Treursymfonie) · 45 (Afscheidssymfonie) · 46 · 47 (Palindroom) · 48 (Maria Theresia) · 49 (La Passione) · 50 · 51 · 52 · 53 (L'Impériale) · 54 · 55 (De schoolmeester) · 56 · 57 · 58 · 59 (Vuursymfonie) · 60 (Il distratto) · 61 · 62 · 63 (La Roxelane) · 64 (Tempora mutantur) · 65 · 66 · 67 · 68 · 69 (Laudon) · 70 · 71 · 72 · 73 (La chasse) · 74 · 75 · 76 · 77 · 78 · 79 · 80 · 81

88 · 89 · 90 · 91 · 92 (Oxford)

- Biblioteca Nacional de España: XX3015376
- Bibliothèque nationale de France: cb139133017 (data)
- Catàleg d'autoritats de noms i títols de Catalunya: 981058524949206706
- Gemeinsame Normdatei: 300070225
- Library of Congress Control Number: n81140254
- MusicBrainz work: 772c3aaa-bceb-4c8a-8700-6bab011bec3f
- Nationale bibliotheek van Australië: 35642159
- Nationale Bibliotheek van Israël: 987007262572205171
- Virtual International Authority File: 185083766